# Los Lagos, Mexiko
Los Lagos är en ort i Mexiko.   Den ligger i kommunen Bella Vista och delstaten Chiapas, i den sydöstra delen av landet, 900 km sydost om huvudstaden Mexico City. Los Lagos ligger 2 186 meter över havet och antalet invånare är 207.
Terrängen runt Los Lagos är bergig åt nordväst, men åt sydost är den kuperad. Runt Los Lagos är det ganska tätbefolkat, med 80 invånare per kvadratkilometer. Närmaste större samhälle är Frontera Comalapa, 12,9 km norr om Los Lagos. I omgivningarna runt Los Lagos växer huvudsakligen savannskog.